# Sectoria
Sectoria is een geslacht van straalvinnige vissen uit de familie van de bermpjes (Nemacheilidae).

## Soorten
- Sectoria atriceps (Smith, 1945)
- Sectoria heterognathos (Chen, 1999)